# Trematodon uruguensis
Trematodon uruguensis är en bladmossart som beskrevs av Brotherus in Felippone 1909. Trematodon uruguensis ingår i släktet tranmossor, och familjen Bruchiaceae. Inga underarter finns listade i Catalogue of Life.